# Avraham Kalmi
Avraham Kalmi (in ebraico אברהם קלמי‎?; 6 dicembre 1939 – 29 giugno 2014) è stato un calciatore israeliano, di ruolo difensore.

## Carriera

### Club
Kalmi trascorse praticamente tutta la carriera agonistica nel Maccabi Giaffa con cui nel 1957 giunse in finale di coppa d'Israele, venendo però sconfitto dall'Hapoel Petah Tiqwa per 2-1.
Nella stagione 1961-1962, con il suo club giunse secondo, a soli 2 punti dall'Hapoel Petah Tiqwa campione.
Due stagioni più tardi, Kalmi con i suoi sfiorò nuovamente la vittoria del campionato, giungendo a un solo punto dall'Hapoel Ramat Gan.
Nel marzo 1967 passò agli statunitensi dell'Atlanta Chiefs, che avrebbero da lì a poco disputato il neonato campionato NPSL, con un contratto di un anno ed un ingaggio mensile di 1000$ mensili più un bonus alla firma del contratto di 8000$. L'avventura americana terminò già il mese seguente, quando Kalmi decise di tornare in patria.

### Nazionale
Kalmi ha giocato nella nazionale di calcio d'Israele con cui ha vinto la Coppa d'Asia 1964.

#### Cronologia presenze e reti in Nazionale
| Cronologia completa delle presenze e delle reti in nazionale ― Israele | Cronologia completa delle presenze e delle reti in nazionale ― Israele | Cronologia completa delle presenze e delle reti in nazionale ― Israele | Cronologia completa delle presenze e delle reti in nazionale ― Israele | Cronologia completa delle presenze e delle reti in nazionale ― Israele | Cronologia completa delle presenze e delle reti in nazionale ― Israele | Cronologia completa delle presenze e delle reti in nazionale ― Israele | Cronologia completa delle presenze e delle reti in nazionale ― Israele |
| Data                                                                   | Città                                                                  | In casa                                                                | Risultato                                                              | Ospiti                                                                 | Competizione                                                           | Reti                                                                   | Note                                                                   |
| ---------------------------------------------------------------------- | ---------------------------------------------------------------------- | ---------------------------------------------------------------------- | ---------------------------------------------------------------------- | ---------------------------------------------------------------------- | ---------------------------------------------------------------------- | ---------------------------------------------------------------------- | ---------------------------------------------------------------------- |
| 16-5-1962                                                              | Istanbul                                                               | Turchia                                                                | 1 – 0                                                                  | Israele                                                                | Amichevole                                                             | -                                                                      |                                                                        |
| 26-5-1964                                                              | Ramat Gan                                                              | Israele                                                                | 1 – 0                                                                  | Hong Kong                                                              | Coppa d'Asia - Fase Finale                                             | -                                                                      |                                                                        |
| Totale                                                                 |                                                                        | Presenze                                                               | 2                                                                      |                                                                        | Reti                                                                   | 0                                                                      |                                                                        |

## Palmarès

### Nazionale
- Coppa d'Asia: 1

1964